# Челси
Че́лси (англ. Chelsea) — исторический район Лондона, ранее — его пригород. Входит в состав административного округа Кенсингтон и Челси.
Ограничен областью вокруг Кингс-роуд (между Слоан-сквер и трактиром «Конец света»), рекой Темзой и Южным Кенсингтоном. На западе граничит с Фулемом, на востоке — с Пимлико.
Восточная граница определена Уэстборнским ручьём, который находится теперь в трубе выше станции метрополитена «Слоан-Сквер». Первоначально западная граница проходила по каналу Каунтерскрик.
Главными достопримечательностями Челси являются военный госпиталь в Челси и аптекарский сад. На территории госпиталя каждый год в мае проходит всемирно известная выставка цветов. При этом одноимённый району футбольный клуб базируется в соседнем районе Фулем.
Район Челси также примечателен своими известными жителями. На углу Тайт Стрит в доме № 23 в конце XIX в. жил американский писатель Марк Твен, а в доме № 34 на той же улице — Оскар Уайлд. Маргарет Тэтчер жила некоторое время на Флад Стрит. Кайли Миноуг, Мик Джаггер, Брайан Адамс и многие другие также проживали в этом районе некоторую часть своей жизни.
Наряду с Белгравией, Мэйфером, Кенсингтоном и Найтсбриджем, Челси считается одним из самых дорогих районов Лондона. В 2011 году в Челси было продано почти 12 % всех лондонских домов стоимостью выше £1 млн, более 13 % всех домов стоимостью выше £5 млн и порядка 11 % всех домов стоимостью выше £10 млн.
|                           |  |                                                                  |  |                                        |
| Военный госпиталь в Челси |  | Выставка цветов в Челси — одна из старейших и крупнейших в мире. |  | Королевский военно-медицинский колледж |